# 张明星 (1955年)
张明星（1955年—），男，汉族，福建惠安人，中华人民共和国政治人物。现任新雄星集团（国际）有限公司董事局主席。第十三、十四届全国政协委员。